# اچ‌ام‌سی‌اس پنتانگ (کی۶۷۶)
اچ‌ام‌سی‌اس پنتانگ (کی۶۷۶) (به انگلیسی: HMCS Penetang (K676)) یک کشتی بود که طول آن ۲۸۳ فوت (۸۶٫۲۶ متر) بود. این کشتی در سال ۱۹۴۴ ساخته شد.